# Андреев, Александр Николаевич (адмирал)
Алекса́ндр Никола́евич Андре́ев (1821, Екатеринославская губерния—1881, Санкт-Петербург) — русский вице-адмирал, участник обороны Севастополя.

## Биография
Родился 19 (31) августа 1821 года в Екатеринославской губернии.
Воспитывался в Морском кадетском корпусе; откуда 4 января 1838 года был выпущен гардемарином, в 1839 году произведён в мичманы. Большую часть службы провел в практической школе адмирала Лазарева на судах Черноморского флота: линейном корабле «Три святителя», шхуне «Ласточка», транспортах «Гагра» и «Соча», бриге «Эндимион»; в 1845 году произведен в лейтенанты.
В 1848 году получил орден св. Анны 3-й степени.

### Крымская война
Командир яхты «Орианда» в составе Черноморского императорского флота в 1852 году. В 1853 году был назначен командиром тендера «Поспешный», в феврале 1854 года произведен в капитан-лейтенанты.
Во время защиты Севастополя Андреев в чине капитан-лейтенанта до конца осады командовал батареей № 10, и за свою боевую деятельность получил несколько наград, в том числе
20 ноября 1854 года был удостоен ордена св. Георгия 4-й степени:
Состоя в 39 флотском экипаже и будучи Комендантом батареи № 10 при г. Севастополе, оказал отличие, в 1854 году, при бомбардировании вверенной ему батареи Англо-Французами с флота и траншейных батарей
Среди других крымских наград Александр Николаевич Андреев имел орден Святого Станислава 2-й степени с короной и мечами (1856 год). 22 июля 1855 года был произведён за отличие в капитаны 2-го ранга.
С мая 1854 года капитан-лейтенант 39-го флотского экипажа Андреев командовал приморской батареей № 10, расположенной на Южной стороне города, при входе в Севастопольскую бухту. Состоял в гарнизоне Севастополя с 13 сентября 1854 г. Особо отличился во время 1-й бомбардировки города 5 октября 1854 года, «когда севастопольские приморские батареи были атакованы сильным англо-французским флотом, производившим самый убийственный огонь по нашим батареям в продолжении 6 часов». Батарея № 10 не только уцелела, но и нанесла повреждения нескольким судам противника. Кроме того, 7 октября 1854 года огнём её орудий был взрован пороховой погреб французской батареи на Херсонесских высотах. Получив донесение кн. Меншикова об отражении Первой бомбардировки 11 октября 1854 г., император Николай I написал ему в письме: «…Чисто непонятно мне, как батарея № 10-го могла уцелеть. Думаю, что командир её заслужил Георгия 4. Вели собрать при досуге Думу и определи, кому справедливо дать». По решению Походной Думы Георгиевских кавалеров от 15 ноября 1854 года. Меншиков наградил Андреева орденом Св. Георгия 4-й ст. , что было подтверждено Высочайшим указом от 20 ноября «в воздаяние за отличную храбрость, оказанную им в сражении при бомбардировании вверенной ему батареи англо-французами с флота и траншейных батарей».
24 мая Александр Николаевич оставил батарею по болезни; в июне за отличие при обороне произведен в капитаны 2-го ранга. 26 июня 1855 г. вернулся на своё место, однако 14 июля был назначен помощником начальника 4-го отд. оборонительной линии, а 6 августа — помощником начальника 3-го отд. капитана 1-го ранга М. А. Перелешина. В самом конце обороны снова назначен командиром батареи № 10.

### Дальнейшая карьера
С окончанием войны, в должности старшего офицера и с чином капитана 1-го ранга, Андреев, на новопостроенном в Николаеве корабле «Цесаревич», сделал переход из Чёрного в Балтийское море (1858—1859), и потом в чине капитана 1-го ранга командовал винтовым фрегатом «Александр Невский» (1863—1865), входившим в состав эскадры контр-адмирала С. С. Лесовского в Атлантике, и 39-м и 11-м флотскими экипажами в Кронштадте.
22 сентября 1860 года был награждён орденом св. Владимира 4-й степени с бантом, а в 1864 г. — орденом св. Анны 2-й степени с короной.
В течение июня и июля 1866 года каперанг А. Н. Андреев, назначенный командиром лодки, участвовал в испытаниях подводной лодки Александровского в Средней гавани и на Большом рейде Кронштадта. По заявлению командира лодки капитана 1-го ранга Андреева в лодке «не хватает сжатого воздуха для дальнейших опытов, лодка была отпущена в гавань на буксире парохода „Петербург“. Подойдя к Средним воротам буксир был отдан, лодка сама вошла в гавань, пройдя таким образом, ещё с 1/4 часа своими средствами».
С 1866 года, по производстве 28 октября в контр-адмиралы, Андреев состоял младшим флагманом Балтийского флота, а в 1868 г. призван к административной деятельности, назначен на должность капитана над Санкт-Петербургским портом. В этой должности он пробыл до 2 апреля 1873 года, после чего назначен главным командиром того же порта, в 1874 году произведён в вице-адмиралы. Первым главным командиром Санкт-Петербургского порта был адмирал Г. И. Бутаков, а вторым и последним Андреев; после смерти его эта должность упразднена.
Умер в 1881 году (по разным сведениям, 5 ноября или 20 ноября). Был похоронен на кладбище Новодевичьего монастыря; могила утрачена.

## Награды
- Орден Святой Анны 3-й ст. (1848),
- Орден Святого Георгия 4-й ст. (1854),
- Орден Святого Станислава 2-й ст. с короной и мечами (1856),
- Орден Святого Владимира 4-й ст. с бантом (1860),
- Орден Святой Анны 2-й ст. с короной (1864),
- Орден Святого Владимира 3-й степени (1 января 1869 г.),
- Орден Святого Станислава 1-й степени (28 марта 1871 г.),
- Орден Святой Анны 2-й степени с императорской короной (8 апреля 1873 г.),
- Орден Святого Владимира 2-й степени (1877 г.),
- Орден Белого Орла (1880 г.)